# Лопес, Марга
Марга Лопес (исп. Catalina Margarita Lopez Ramos, conocido como Marga Lopez) (21 июня 1924, Сан-Мигель-де-Тукуман, Аргентина — 4 июля 2005, Мехико, Мексика) — выдающаяся мексиканская актриса театра и кино аргентинского происхождения, актриса эпохи Золотого века мексиканского кинематографа.

## Биография
Родилась 21 июня 1924 года в Сан-Мигель-де-Тукуман в семье Педро Лопеса Санчеса и Долорес Рамос Нава. Её мать подарила своему супругу 7 детей — у Маргариты есть 4 брата: Мануэль, Мигель, Педро и Хуан и две сестры: Долорес-младшая и Мария. Вскоре после рождения вместе со своей огромной семьёй переехала в Мексику и поэтому получила гражданство там. В 1936 году вместе со своей большой семьёй совершила круизное турне по всей Латинской Америке, там она познакомилась с продюсером Карлосом Амадором, который дал ей зелёный свет в кинематограф. В мексиканском кинематографе дебютировала в 1945 году и с тех пор снялась в 99 работах в кино и телесериалах. Телесериалы Алондра, Узы любви, Мне не жить без тебя, Привилегия любить и Личико ангела оказались наиболее популярными в карьере актрисы, ибо они были проданы во многие страны мира. Была номинирована 16 раз на 5 различных премий, из которых она уверенно победила в 9.
Скончалась 4 июля 2005 года в Мехико от аритмии сердца, спустя 13 дней после празднования своего Дня рождения в возрасте 81 года.

## Фильмография
- Под одной кожей (сериал, 2003) Bajo la misma piel ... Esther Escalante [de Ortiz]
- Между любовью и ненавистью (сериал, 2002) Entre el amor y el odio ... Josefa Villareal
- Источник (сериал, 2001 – 2002) El manantial ... Madre Superiora
- Приключения во времени (сериал, 2001) Aventuras en el tiempo ... Urraca Valdepeña
- Личико ангела (сериал, 2000 – 2001) Carita de ángel ... Madre General Asuncion de la Luz
- Дом на пляже (сериал, 2000) La casa en la playa ... Serena Rivas De Rincón
- Привилегия любить (сериал, 1998 – 1999) El privilegio de amar ... Ana Joaquina Velarde
- Тюрьма (1997) Reclusorio ... Lic. Suarez (segment 'La Prostituta violada')
- Мне не жить без тебя (сериал, 1996) Te sigo amando ... Montserrat
- Узы любви (сериал, 1995 – ...) Lazos de amor ... Mercedes de Iturbe
- Алондра (сериал, 1995) Alondra ... Leticia del Bosque
- Yo soy el asesino (1987) ... Vicenta
- Отмеченное время (сериал, 1986 – 1990) Hora Marcada ... Martha
- Женщина, случаи из реальной жизни (сериал, 1985 – ...) Mujer, casos de la vida real
- La carcel de Laredo (1985) ... Esposa de Garza
- Пойдём вместе (сериал, 1975) Ven conmigo
- Донья Макабра (1972)Doña Macabra ... Armida 'Doña Macabra'
- Росарио (1971) Rosario ... Rosario del Carmen Trejo de Rosell
- Учитель (1971) El profe ... Hortensia
- La agonía de ser madre (1970) ... Ana
- La muñeca perversa (1969) ... Elena
- Книга из камня (1969) El libro de piedra ... Julia Septién
- El día de las madres (1969)  ... Rosario
- Corona de lágrimas (1968)  ... Doña Refugio Chavero
- Даже ветер может бояться (1968)  Hasta el viento tiene miedo ... Bernarda
- Los perversos (1967) ... Marta
- Время умирать (1966) Tiempo de morir ... Mariana Sampedro
- Juventud sin ley (1966) ... Elisa
- ¿Qué haremos con papá? (1966) ... Ramona
- Los fantasmas burlones (1965) ... Berta Sandoval
- El pecador (1965) ... Olga
- Diablos en el cielo (1965) ... Laura
- El amor no es pecado (El cielo de los pobres) (1965) ... María / sor María de la Soledad
- Тень детей (1964) La sombra de los hijos ... Soledad
- Cri Cri el grillito cantor (1963) ... Margarita
- La edad de la inocencia (1962) ... Elisa
- Atrás de las nubes (1962) ... Eloísa Reina
- Melocotón en almíbar (1960)
- Рождество в июне (1960)  Navidades en junio ... Laura Medina
- Человек на острове (1960)  El hombre de la isla ... Berta Shel
- Куда идёшь ты, печалясь? (1960)  Alfonso XII y María Cristina: ¿Dónde vas triste de ti? ... María Cristina
- Mi madre es culpable (1960)  ... Consuelo Moreno de Manterola
- Назарин (1959)  Nazarín ... Beatriz
- Mi esposa me comprende (1959)  ... Luisa
- Cuentan de una mujer (1959)  ... Patricia Miranda
- Bajo el cielo de México (1958)  ... Marta
- El diario de mi madre (1958)  ... Merida Valdes
- La torre de marfil (1958)  ... Juliana
- Tu hijo debe nacer (1958)  ... Andrea
- La ciudad de los niños (1957) ... Luisa Andrade
- Feliz año, amor mío (1957) ... María
- Третье слово (1956) La tercera palabra ... Margarita Luján
- Del brazo y por la calle (1956) ... María
- De carne somos (1955) ... Linda
- Después de la tormenta (1955) ... Rosa Rivero
- Amor en cuatro tiempos (1955) ... María Valdés
- Женщина на улице (1955)  Una mujer en la calle ... Lucero / Alicia
- La entrega (1954)  ... Julia Yáñez
- Casa de muñecas (1954) ... Nora
- Orquídeas para mi esposa (1954) ... Elena
- Евгения Гранде (1953) Eugenia Grandet ... Eugenia Grandet
- Un divorcio (1953) ... Cristina Fuentes
- Mi adorada Clementina (1953) ... Clementina
- La mentira (1952) ... Verónica Castillo Blanco
- Сейчас я богатый (1952) Ahora soy rico ... Marga
- Un rincón cerca del cielo (1952) ... Margarita
- Трое мужчин в моей жизни (1952) Tres hombres en mi vida ... Carmen
- Моя жена и другие (1952) Mi esposa y la otra ... Cristina Martínez
- La mujer sin lágrimas (1951)  ... Beatriz
- Muchachas de Uniforme (1951) ... Lucila
- Negro es mi color (1951) ... Luna / Blanca del Río
- Arrabalera (1951) ... Rosita Villaseñor
- Azahares para tu boda (1950) ... Felicia
- Arrabalera (1950) ... Rosita
- La dama del alba (1950) ... Adela
- Amor con amor se paga (1950) ... Valentina Méndez
- Un milagro de amor (1949) ... Rosita
- Callejera (1949) ... Clara
- Arriba el norte (1949) ... Irene; María
- La panchita (1949) ... Panchita
- Medianoche (1949) ... Rosita
- Салон «Мехико» (1949) Salón México ... Mercedes Gomez
- Dueña y señora (1948) ... Isabel
- Последний оборванец (1948)El último chinaco
- Меченые письма (1948) Cartas marcadas ... Victoria
- Одиночество (1947) Soledad ... Evangelina
- Трое из рода Гарсия (1947) Los tres García ... Lupita Smith García
- Гарсия возвращаются (1947) ¡Vuelven los Garcia! ... Lupita
- Con la música por dentro (1947) ... Rosita del Valle
- Las colegialas (1946) ... Cándida
- Mamá Inés (1946) ... Lucía Prados
- El hijo desobediente (1945) ... Mesera del Cabaret

### Не указанные в титрах
- Una movida chueca (1956) ... Actuación especial

### Камео
- Homenaje a Marga Lopez (2004) ... короткометражка
- El gordo y la flaca (сериал, 1998 – 2011)
- Memoria del cine mexicano (1993)
- Назарин (1984) Nazarin ... короткометражка
- La nueva generación (1984) ... короткометражка
- Мексика моей любви (1979)
- México de mis amores ... Ella misma

## Театральные работы
- 1992 — Очаровательные противники.